# 林俊生
林俊生（Lin Junsheng，1985年1月8日—），生於中國廣東，香港足球運動員，司職右後衛。

## 球員生涯
林俊生生於中國廣東，出身於中國聯賽球隊香雪制葯，2003年以國援身份到香港發展，加盟甲組球會傑志，迅速成為球隊正選，並於香港居住滿兩年後，獲入選香港足球代表隊。
2008-09年度球季，加盟甲組聯賽新軍天水圍飛馬，因受傷患困擾甚少上陣，球季結束後，未獲飛馬續約。
2009年夏天，曾跟隨甲組「升班馬」大中操練，惟其後決定加盟屯門普高，卻因工作證問題未能註冊，其後屯門普高更因無錢購買勞工保險被香港足球總會取消參賽資格，林俊生遂於11月加盟大中。
2010年4月，轉投澳門甲組足球聯賽勁旅名門世家加義。
2010年10月，加盟香港乙組足球聯賽球隊愉園。
2018夏天，林俊生加盟由中超球會廣州富力出資及組建的港超聯球會富力R&F。

## 外部連結
- Lin Junsheng （页面存档备份，存于）
- Lin Junsheng （页面存档备份，存于）
- Lin Junsheng （页面存档备份，存于）